# Focke-Wulf Fw 190
Il Focke-Wulf Fw 190, noto anche come Würger (Averla in tedesco),  fu un aereo da caccia e cacciabombardiere monoposto, monomotore e monoplano ad ala bassa, sviluppato dall'azienda aeronautica tedesca Focke-Wulf Flugzeugbau GmbH negli anni trenta e impiegato dalla Luftwaffe durante il secondo conflitto mondiale. Al tempo della sua entrata in servizio, nel 1941, era a parere di alcuni autori il più avanzato caccia al mondo. Più veloce dello Spitfire, la sua velocità di rollio era eccezionale. Uno dei suoi difetti riguardava la tendenza ad andare in stallo senza preavviso durante le virate con alto numero di g a causa della deformazione elastica delle estremita' alari, con conseguente rovesciamento ed entrata in vite a cui era difficile porre rimedio se la quota era troppo bassa .
Fu sottoposto a continui sviluppi e migliorie che gli permisero di restare competitivo con i più moderni aerei Alleati fino alla resa della Germania, nel maggio 1945. Era considerato dai piloti, in genere, superiore all'altro principale caccia tedesco, il Messerschmitt Bf 109.
In decine di versioni, il Fw 190 fu costruito in 13 367 esemplari come intercettore e in 6 634 come caccia bombardiere e si distinse su tutti i fronti. Fu equipaggiato sia con motori radiali che in linea.

## Storia del progetto
Il Fw 190 fu sviluppato in seguito a un contratto del Reichsluftfahrtministerium (RLM) nel 1937. Kurt Tank sottopose due proposte, una con motore Daimler-Benz DB 601 12 cilindri a V rovesciata raffreddato a liquido e l'altra potenziata dal nuovissimo BMW 139 radiale 14 cilindri doppia stella raffreddato ad aria. Fu selezionato il propulsore BMW e i lavori di dettaglio iniziarono nell'estate 1938 sotto la guida dell'OberIng R. Blaser.
Il concetto ispiratore dell'Fw 190 fu quello di realizzare un velivolo relativamente semplice con il quale affiancare nei reparti da caccia il Messerschmitt Bf 109, ma che fosse dotato di prestazioni  migliori di quelle del caccia della casa di Augusta.
L'organismo tecnico dell'aeronautica tedesca aveva richiesto 640 km/h di velocità a 4 000 metri; questa esigenza senza precedenti richiese un estremo impegno di progettazione, volto alla contemporanea ricerca di potenza, velocità e compattezza.
Il Fw 190 venne originariamente progettato attorno al motore BMW 139 dal diametro di appena 129 cm, ma capace di una potenza di ben 1 500 CV, valore che rappresentava almeno una volta e mezza la norma dei propulsori in servizio all'epoca.
Tuttavia problemi di affidabilità del propulsore originalmente previsto, risultato incline agli incendi, costrinsero Kurt Tank (capo progettista della Focke-Wulf) a rivedere il progetto al fine di adottare il più voluminoso 14 cilindri BMW 801.
La sostituzione del propulsore richiese estese riprogettazioni, anche della fusoliera, a causa dello spostamento del baricentro, poiché il nuovo propulsore era meno compatto e più pesante del precedente.
Questo comportava una quantità di modifiche, incluso il rafforzamento della struttura e lo spostamento dell'abitacolo verso poppa ma risolveva anche un problema di centro di gravità e anche quello del disagio causato al pilota dai fumi di scarico e dal surriscaldamento causati dall'eccessiva vicinanza del BMW 801 all'abitacolo. Tuttavia anche questa nuova motorizzazione si rivelò di difficile messa a punto; la soluzione dei problemi riscontrati si protrasse a lungo ritardando l'introduzione in linea del velivolo.
Il primo prototipo, denominato Fw 190 V1, uscì dalla fabbrica nel maggio del 1939 e il primo volo ebbe luogo il primo giugno 1939, a Brema, al comando del Flugkapitan Hans Sander. Un secondo aereo, il Fw 190 V2, volò nell'ottobre 1939, armato di due mitragliatrici MG 131 da 13 millimetri e due MG 17 da 7,92 mm.
Abbandonati il terzo e il quarto prototipo, il Fw 190 V5 con il nuovo motore (il BMW 801) fu completato all'inizio del 1940. Poco dopo - sempre nello stesso anno - all'aereo vennero montate ali più ampie, di un metro più lunghe delle originali, che misuravano 9,5 metri, e sebbene più lento di 10 km/h, questo velivolo, denominato Fw 190 V5g, risultava più maneggevole e con maggiore velocità in cabrata rispetto al modello precedente, indicato con la sigla Fw 190 V5k.
I primi nove velivoli di una serie di 30 Fw 190 A-0 di pre-produzione avevano le ali originali, i restanti quelle più ampie. Durante il febbraio 1941 il primo di questi aerei venne consegnato al Erprobungskommando 190 a Rechlin-Rogenthin per prove di valutazione e nel marzo dello stesso anno lo Jagdgeschwader 26 iniziò a prepararsi per l'introduzione del nuovo caccia in servizio con la Luftwaffe. Alla fine il velivolo entrò in linea nel 1941, e mostrò subito le proprie potenzialità, operando contro i caccia inglesi sulla Francia occupata.
Dall'impiego in combattimento risultò che il Fw 190A era molto efficace quando i combattimenti si svolgevano a quote inferiori ai 7000 metri, ma al disopra, il rendimento del motore BMW 801 cominciava a diminuire. Gli interventi per ovviare a tale insufficienza iniziarono con la modifica di tre Fw 190A-1. Sul primo vennero montate ali più ampie. L'abitacolo fu pressurizzato e il motore fu dotato di accrescitore di potenza, mentre gli altri due avevano ali standard ma armamento di due cannoni MG 151 da 20 mm. e due mitragliatrici MG 17. Questi prototipi non raggiunsero i risultati sperati.
Un tentativo diverso fu il Fw 190 C, di cui alcuni esemplari furono equipaggiati con il motore Daimler-Benz DB 603 con turbocompressore Hirth 9-2281 in grandi gondole ventrali che gli valsero il soprannome di Kanguruh. Ma i test rivelarono che il turbocompressore era poco affidabile e il programma fu abbandonato in favore del Focke-Wulf 190 D. Così, alla fine del 1943, diversi Fw 190 A-7 vennero modificati con l'installazione dei motori in linea Junkers Jumo 213A.
La linea del muso fu mantenuta utilizzando un radiatore anulare all'interno di una cappottatura simile a quella che copriva il motore radiale. Le modifiche riguardarono un allungamento della parte posteriore della fusoliera di 50 centimetri e un aumento della superficie dei piani di coda, per compensare la maggiore lunghezza di 60 centimetri del muso, dovuta alle maggiori dimensioni del propulsore. Da questi prototipi, denominati Fw 190 D-0, derivò la versione di produzione Fw 190 D-9, conosciuta popolarmente come "190 a naso lungo" o "Dora 9", armata di due cannoni MG 151 e due mitragliatrici MG 131, e un sistema di iniezione a acqua-metanolo per accrescere, in casi di emergenza, la potenza a ben 2240 CV. Nella configurazione "D" il caccia raggiunse forse la sua migliore espressione e fu costruito in circa 700 esemplari fino al 1945.
La serie F - con la quale il Fw 190 fu trasformato in caccia-bombardiere - entrò in scena alla fine del 1942. Seguirono le macchine della serie G.

## Tecnica

### Cellula

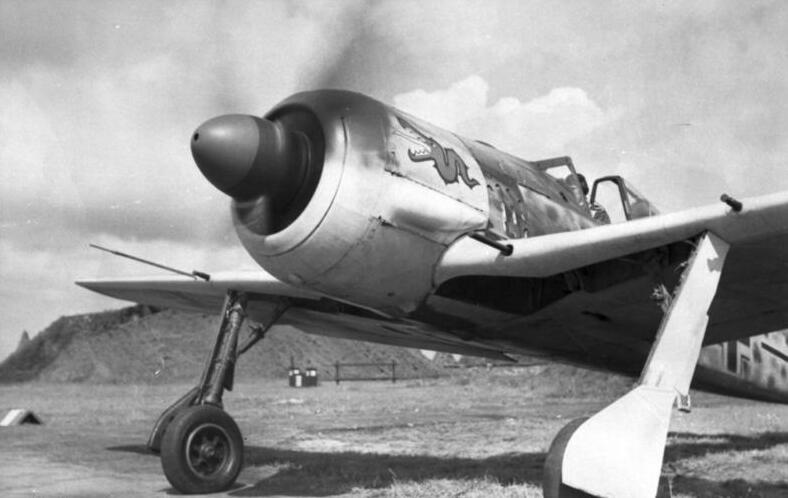
Fw 190 A, a terra con il motore in moto, 1942

Il velivolo aveva una fusoliera monoscocca interamente metallica, ad esclusione dei piani di coda rivestiti in tela.

Anche le superfici di controllo dell'ala erano quasi tutte in metallo rivestito di tela; così erano gli alettoni, mentre slat erano interamente metallici. Molti dei comandi di volo erano azionati da motori elettrici tanto che il velivolo era anche noto come "il caccia elettrico". La struttura alare, robustissima, era un pezzo unico, dal momento che entrambe le ali erano sorrette dal medesimo longherone centrale. Da una parte questo significava che se una di esse si danneggiava bisognava sostituirle entrambe, dall'altra la struttura era robustissima e di grande affidabilità.

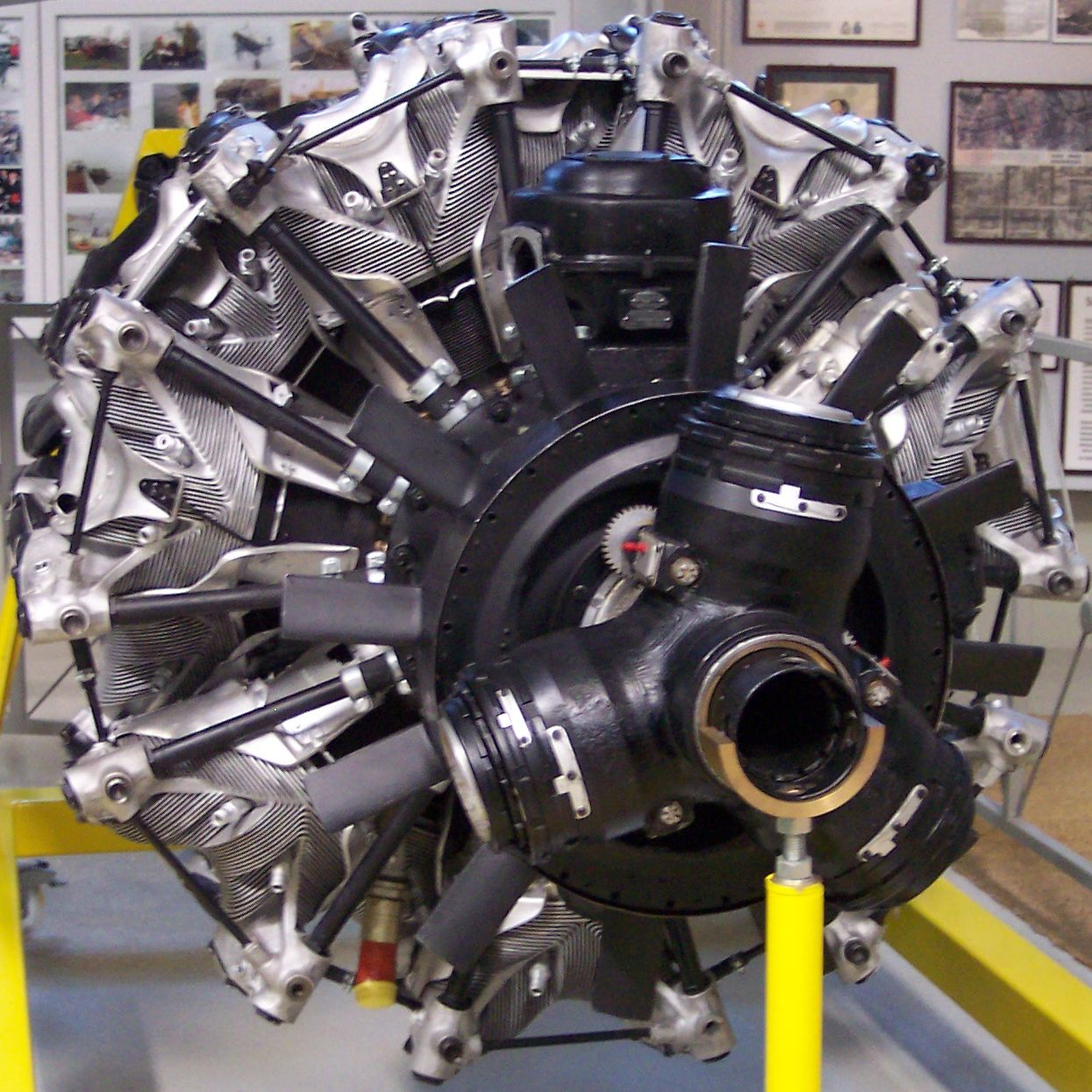
Un BMW 801

Il pilota aveva una lastra protettiva alle spalle di 8 mm per la schiena e 12-14 per la testa; il blindovetro era invece di 50–55 mm frontale e 30 mm laterale.
Il carrello d'atterraggio era a carreggiata larga con retrazione nella fusoliera. Gli pneumatici erano da ben 700 per 170 mm, necessari a reggere la considerevole mole di questo apparecchio.

### Motori

#### BMW 801
Gli aerei dotati di questo propulsore continuarono a volare per molto tempo con limitazioni operative e di affidabilità, dato il surriscaldamento causato dai problemi dovuti alla grande potenza racchiusa in una cappottatura molto "attillata". La ventilazione forzata aiutava questa configurazione in virtù della presenza di una ventola girante a 3,3 volte la velocità dell'elica. Ovviamente questo comportava anche uno "spreco" di una parte della potenza erogata, ma la soluzione era considerata soddisfacente.

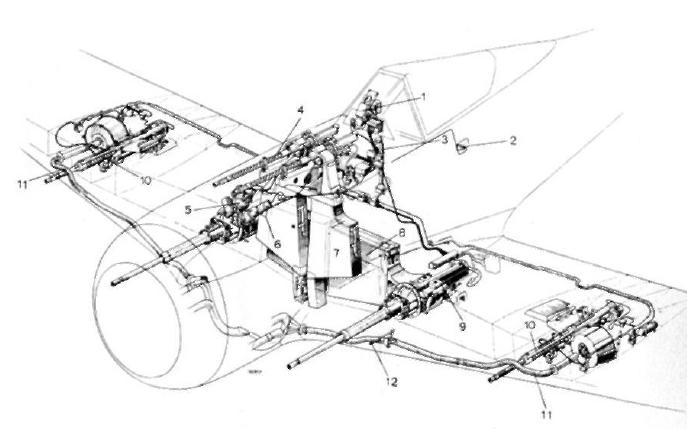
disposizione delle armi

Il motore BMW 801 aveva una struttura a doppia stella con 14 cilindri e il sistema di raffreddamento esclusivamente ad aria, poco vulnerabile. Il vero punto debole era il radiatore dell'olio, incline a rotture ed incendi nei circuiti. La struttura di quest'ultimo era tuttavia corazzata (3 mm nei primi modelli e 6,5 nei successivi) per evitare che il caccia potesse essere danneggiato facilmente.
Erano infine disponibili sistemi di superpotenza per incrementare le prestazioni di volo sia a bassa quota (iniezione di metanolo e acqua) sia ad alta (protossido di azoto) che aiutavano il motore, che era dotato di compressore volumetrico. Questi sistemi andavano a sostituire il serbatoio posteriore di fusoliera di 115 litri. Altri due serbatoi erano presenti nella parte anteriore della fusoliera per un totale di oltre 630 litri (compresi i 115 di cui sopra).

### Sistemi d'arma

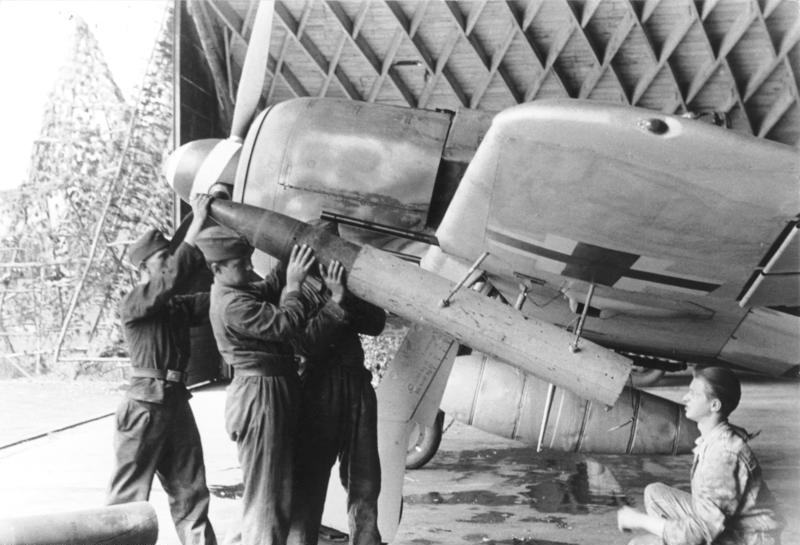
Armieri della Luftwaffe caricano razzi WfG.21 da 210mm nei tubi di lancio subalari di un FW 190 A-8 prima di una missione contro bombardieri pesanti alleati. Si intravede anche un serbatoio sganciabile supplementare da 300 lt montato sotto la fusoliera. I tubi di acciaio offrivano una notevole resistenza all'aria e peggioravano le prestazioni dell'aereo, ma la testata esplosiva di 40kg del razzo era una potente arma antibombardiere. Successive versioni del WfG 21 furono provviste di perni a sgancio rapido.

Le ali contenevano anche l'armamento, originariamente di due mitragliatrici MG131 da 13mm, poi 2 MG17 calibro 7,92 oltre a due cannoni Mauser MG FF da 20mm. In seguito sarebbero comparsi i più moderni cannoni automatici MG 151/20, che implicavano un grande incremento della potenza di fuoco; inizialmente furono 2, poi 4; quelle esterne non sempre furono installate per risparmiare almeno 100 kg di peso. L'armamento del "190" era perciò piuttosto potente e nettamente migliore del Me109, almeno nella maggior parte delle versioni.
La dotazione complessiva dei cannoni alari MG FF e MG 151 era di 620 colpi, oltre ai 2 000 da 7,92 mm nei modelli standard A-4 e A-5, ma il Fw 190 A-6 sostituiva gli MG FF con altri 2 MG 151, ed infine nell'A-7 (nel pur ridotto numero di esemplari prodotti) e A-8 (al contrario prodotto in grande serie) le mitragliatrici MG 17 nel cofano motore vennero sostituite dalle più potenti MG 131, per ottenere una maggior efficacia verso avversari corazzati. Nel 1943-'44 diversi Fw 190 vennero dotati di cannoni aggiuntivi calibro 30 mm. 
Furono installate anche bombe a tempo e lanciarazzi Wfr. Gr. 21 cm: questi ultimi avevano una scarsa precisione e può stupire che armi di questo tipo, giudicate imprecise contro bersagli a terra, abbiano colpito le formazioni di bombardieri fino ad un raggio di 1.000 metri, tuttavia il loro compito era agevolato dall'elevato numero di velivoli che componevano tali formazioni.
Il collimatore era un modello ReVi (Reflex-Visier), standard per i caccia tedeschi, con sistema a riflessione per la mira "istintiva", per non dover distrarsi in azioni complesse o nel puntare tramite collimatori a reticolo, non molto efficienti contro bersagli veloci. 

## Impiego operativo

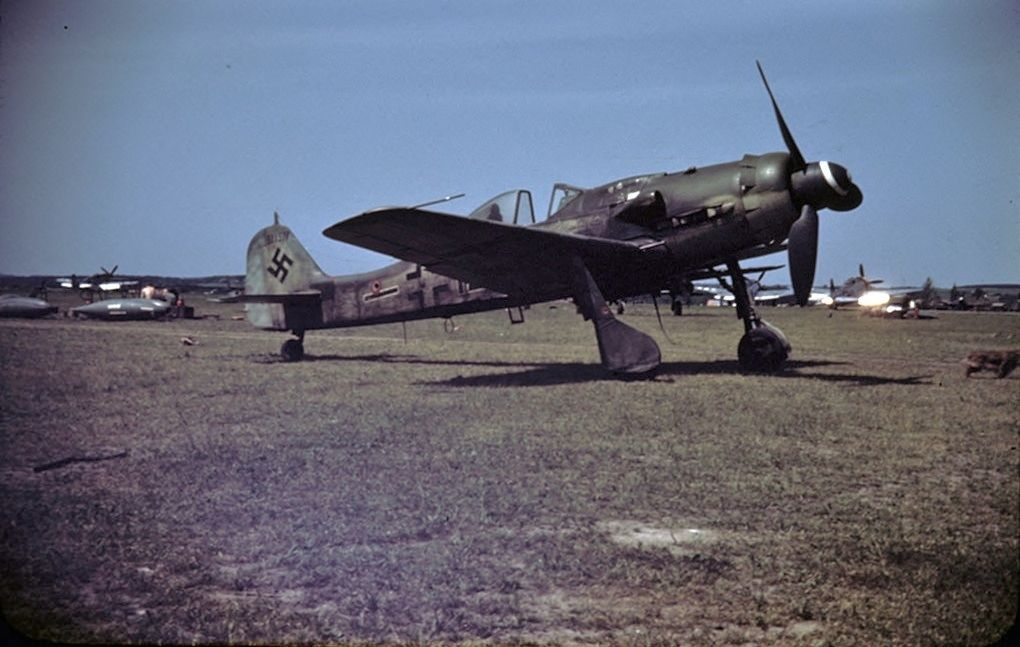
Un Fw 190D-9 catturato dagli statunitensi

Sebbene avesse volato ben prima dello scoppio della guerra, questo piccolo caccia era del tutto sconosciuto agli alleati e costituì quindi una spiacevole sorpresa, quando fu visto per la prima volta volare sulla Francia, nel 1941. Era infatti superiore al più grande e più lento Spitfire V a tal punto, che, in un primo tempo, la RAF si sentì superata non solo numericamente, ma anche tecnicamente.
La prima unità della Luftwaffe a portare in combattimento i Fw 190 contro i Supermarine Spitfire, il 27 settembre 1941, fu la 6./JG.26. La versione impiegata era la 190 A-1, con apertura alare maggiorata, motore BMW 801C-1 radiale da 1.660 hp (1238 kW), radio FuG 7a e quattro mitragliatrici MG 17 da 7,92 millimetri. Negli scontri con i caccia del Fighter Command, però, questo armamento risultò chiaramente inadeguato. Questa insufficienza fu affrontata con il modello successivo, il Fw 190 A-2, equipaggiato con due MG 17 montate sul motore e due cannoni MG FF da 20 millimetri alla radice delle ali, un armamento che poteva essere accresciuto con altre due MG 17 montate più esternamente nelle ali. Successive varianti Fw 190 A avevano un armamento ancor più pesante, con lo spostamento degli MG FF più all'esterno nelle ali e l'installazione degli MG 151, con una maggiore cadenza di tiro, alla radice delle ali. L'armamento venne potenziato ulteriormente con le successive varianti dell'Fw 190 A, che arrivarono a montare fino a sei cannoncini MG 151 da 20 millimetri a fuoco rapido.
Così equipaggiati, i Focke-Wulf si imposero in breve sugli Spitfire inglesi in virtù delle prestazioni, all'epoca nettamente superiori grazie anche a un motore potenziato, il BMW 801C-2. Anche se in virata il Fw 190 non era all'altezza dei suoi leggeri oppositori, la sua velocità di picchiata, accelerazione e rollio erano migliori; i due velivoli si equivalevano solamente alle alte quote.

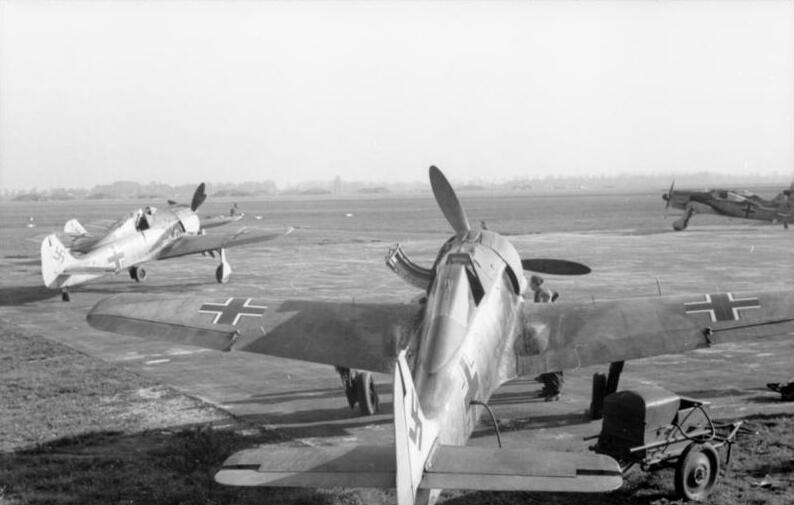
Focke-Wulf Fw 190 in un aeroporto francese nel 1942

Per breve tempo gli A-1 vennero usati in azione come versione pressoché standard, ma i migliorati A-2 e A-3 (dotato, quest'ultimo, del propulsore BMW 801D da 1800 CV) seguirono presto, dando vita alla produzione su larga scala dell'aereo. Il 23 giugno del 1942 un pilota della Luftwaffe dopo un violento combattimento con gli Spitfire del 313 Squadron (composto da piloti cecoslovacchi), atterrò per errore con il suo Fw 190 A-3, intatto, nel Galles del Sud e i britannici scoprirono che il caccia tedesco era migliore di quanto pensassero. Era veloce e aveva un armamento molto pesante: a quel tempo la dotazione standard era composta da due mitragliatrici MG 17 da 7,92 millimetri montate sopra il motore, di due cannoni Mauser nelle sezioni alari interne e altri due cannoni MG FF da 20 millimetri nelle sezioni esterne. Molto robusto, possedeva un'eccellente capacità di manovra, permetteva al pilota un'ottima visibilità e costituiva un bersaglio estremamente piccolo.

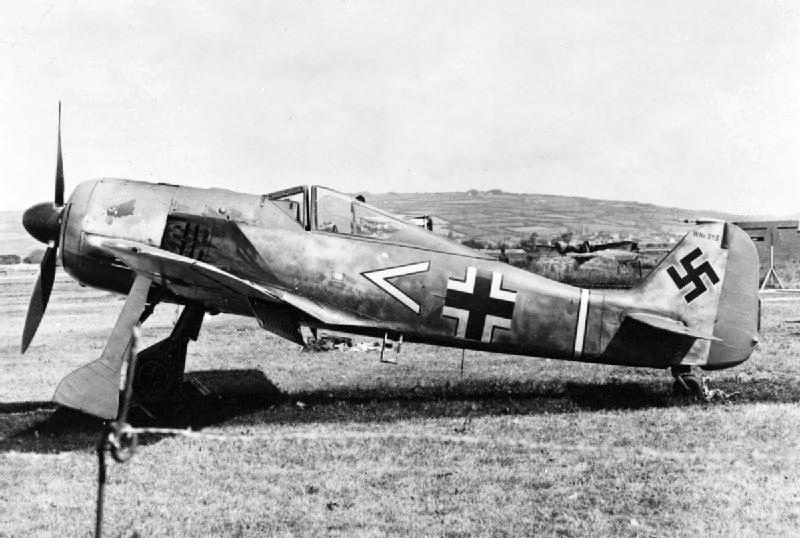
Questo Fw 190A-3 del Gruppe II., Jagdgeschwader 2, pilotato dal Oberleutnant Armin Faber, atterrò per errore nella base RAF di Pembrey (Galles) il 23 giugno 1942. Gli inglesi scoprirono così che il piccolo caccia della Focke-Wulf era nettamente migliore dei loro apparecchi.

Furono svolti test comparativi per escogitare le tecniche migliori per fronteggiare il nuovo caccia tedesco. Ai piloti degli Spitfire fu consigliato, in pratica, di evitare il combattimento e di mantenere un'alta velocità di crociera per ridurre le possibilità di essere intercettati. Come metodo di evasione al pilota britannico venne ricordato che lo Spitfire poteva superare in virata il Fw 190 - anche se non sempre - e, in caso avessero avvistato il nemico in tempo, di spingere l'aereo in una picchiata poco profonda. Se l'inseguimento si fosse prolungato, sarebbe stato raggiunto, ma dato che ogni dieci secondi veniva percorso circa un miglio, tale azione evasiva poteva essere tentata con qualche speranza di riuscita.
In ragione della crescita dei modelli prodotti l'Fw 190 divenne operativo, oltre che in Francia, anche ad Est e nel Mediterraneo. Su ogni fronte il Fw 190 si confermò come il più veloce e potente caccia per circa un anno, fino a che l'introduzione dello Spitfire Mk.IX riuscì a riequilibrare, specie ad alta quota, il confronto. A bassa e media quota l'unico velivolo che potesse eguagliarlo sul fronte occidentale era l'Hawker Typhoon.
Gli Fw 190 vennero impiegati nelle azioni di attacco contro obiettivi in Inghilterra, con incursioni anche in pieno giorno e a bassissima quota contro obiettivi di alto valore come porti, industrie e aeroporti.
Sul fronte orientale gli avversari furono i Lavochkin La-5 e gli Yakovlev Yak-9. La maggiore esperienza dei piloti tedeschi giocò un ruolo importante e l'aviazione sovietica subì danni rilevanti.

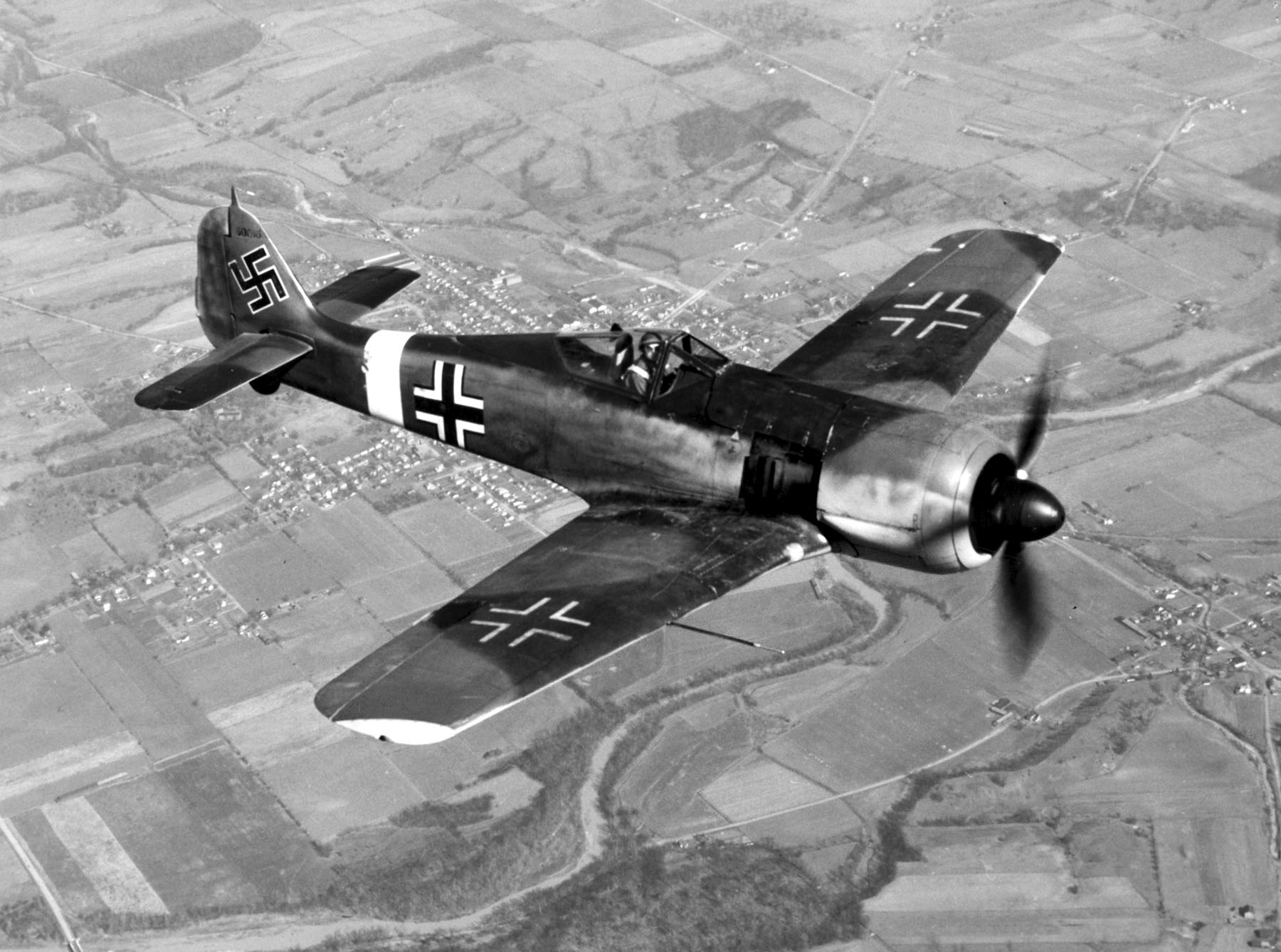
Un Focke-Wulf Fw 190 in volo

L'evolversi della situazione bellica, portò i reparti degli Fw 190 a battersi nel Mar Mediterraneo, dove negli ultimi mesi della guerra del deserto operarono dalle basi in Sardegna e in Tunisia contro lo strapotere degli angloamericani. Il velivolo venne impiegato anche come caccia di scorta e cacciabombardiere. In Africa l'Fw 190 sostenne perdite più o meno comparabili con le vittorie mentre molte macchine vennero distrutte o abbandonate negli aeroporti dell'Asse per mancanza di carburante o di pezzi di ricambio.
Il campo di battaglia in cui il Fw 190 vide il maggior impiego, ed i maggiori successi, fu senza dubbio la difesa aerea della madrepatria, dal momento che l'offensiva dei bombardieri costrinse i tedeschi a "giocare" sempre di più sulla difensiva. Gli Fw 190 si rivelarono macchine particolarmente adatte ad affrontare i bombardieri alleati, potendo contare su potenza di fuoco molto elevata, grande robustezza ed elevata velocità.

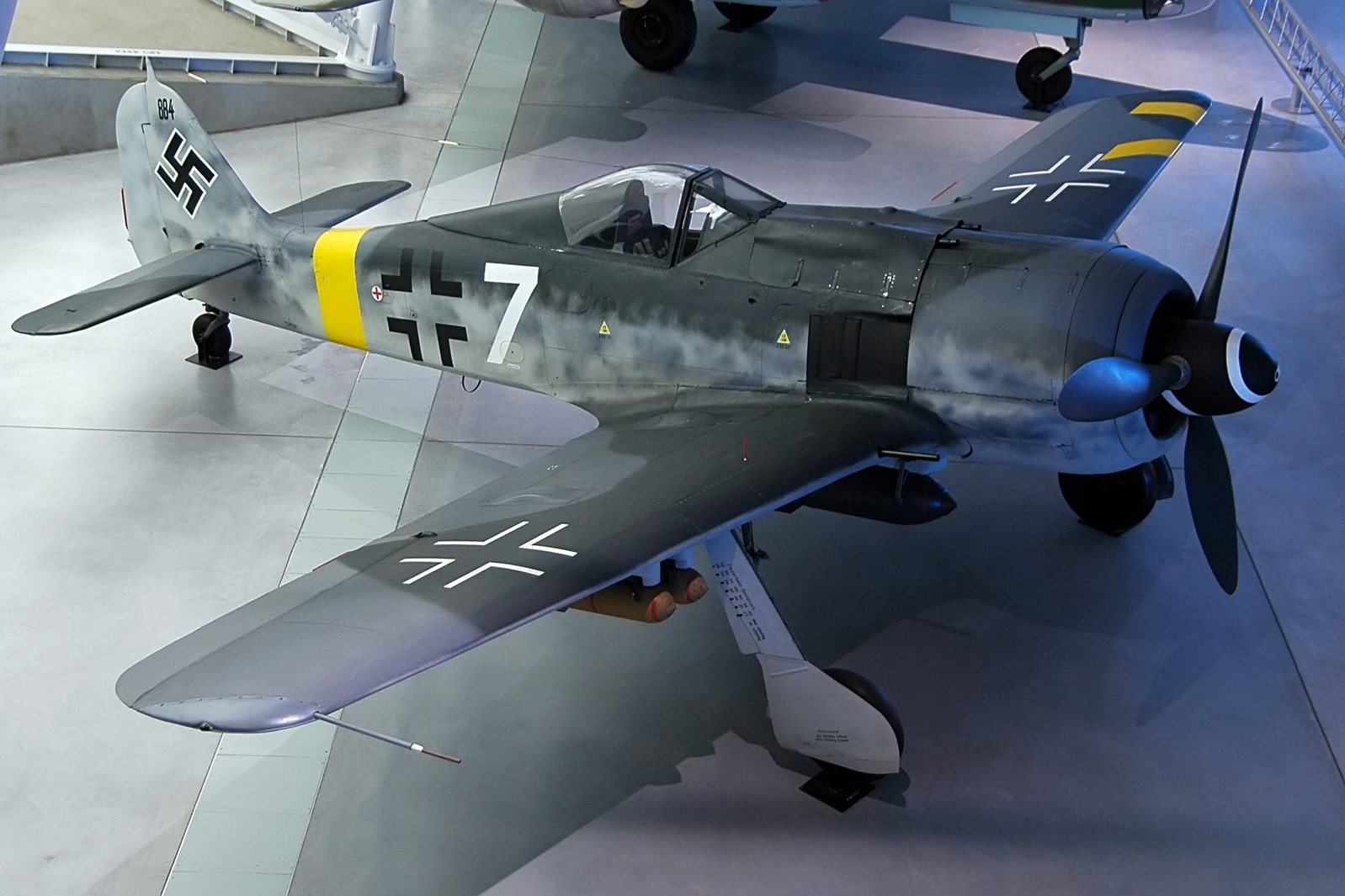
Cacciabombardiere Fw 190 F, versione da attacco al suolo. Era provvisto di punti di attacco per bombe, razzi o cannoni: qui monta una bomba SZ250 da 250Kg in asse sotto la fusoliera e 4 bombe da 50kg, 2 per ogni ala. La versione F fu la più versatile poiché, sganciate le bombe, ritornava ad essere un superbo caccia.

Pur essendo inferiore ai Bf 109 per prestazioni alle quote elevate, il Fw 190 era dotato di migliore difesa passiva e poteva contare su un armamento più pesante e su una dotazione standard di munizioni superiore del 50%.
Nel corso del 1944 i caccia di scorta alleati, in grado ormai di decollare dalle basi francesi liberate dopo lo sbarco in Normandia, si erano uniti ai bombardieri nel colpire la Germania e li proteggevano dall'azione di attacco dei caccia tedeschi, fino a quel momento piuttosto agevole. I tedeschi, nell'attesa degli Fw 190 D, dei Ta 152 e dei jet come il Messerschmitt Me 262, usarono a fondo gli Fw 190 come aerei "distruttori", con risultati positivi per tutto il 1944 grazie alle loro notevoli prestazioni, malgrado un nuovo incremento di peso (fino a 200 kg) dovuto all'installazione di corazzature aggiuntive dello spessore di 5 mm.
Non di rado l'aviazione tedesca affiancò reparti composti da Bf 109 per "scortare" i Fw 190 nelle loro missioni: a questi reparti toccava il compito di impegnare i caccia di scorta, liberando così gli Fw 190 verso l'obiettivo principale.
Gli Fw 190, data la maggiore autonomia e capacità di carico da destinare ad armi e radar, vennero usati anche per la caccia notturna: dapprima senza attrezzature specifiche, poi dotati di equipaggiamenti appositamente approntati quali i radar Neptun e le radio ausiliarie.
Vennero approntati diversi kit di equipaggiamenti speciali (Rüstsätze), adatti sia ad aggiornare i diversi velivoli, sia a renderli adatti alle diverse esigenze tattiche.
La versione "D" venne scherzosamente definita Langnasen-Dora (Dora dal naso lungo), per via delle dimensioni del muso.

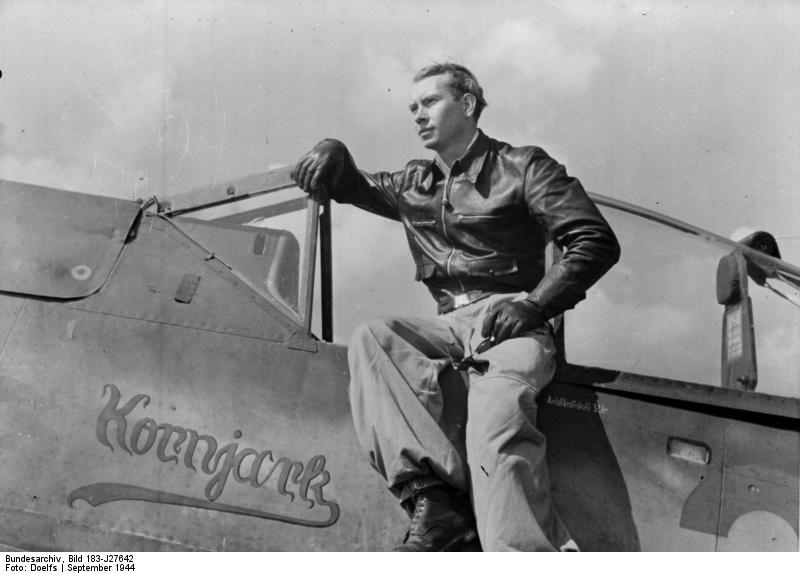
Il Feldwebel (maresciallo) pilota Konrad Bauer, del V. Gruppe, Jagdgeschwader 300, ritratto il 18.09.1944 in Germania mentre smonta dal suo Fw 190 D. L'immagine mostra chiaramente l'eccellente visibilità offerta dal tettuccio del "Dora". Bauer, classe 1919, abbatté 57 apparecchi durante il conflitto di cui 14 "Viermot" (bombardieri quadrimotori). Il 31 ottobre 1944 fu decorato con la Croce di Cavaliere della Croce di Ferro. Bauer sopravvisse alla guerra e servì con la ricostituita Luftwaffe negli anni '50-'60.

La maggior parte dei piloti tedeschi era scettica nei confronti del nuovo aereo ma quando ebbero la possibilità di provarlo furono molto sorpresi, trovandolo migliore del Fw 190 A con motore BMW 801, per velocità massima e di salita. Con la versione "D" il caccia raggiunse forse la sua migliore espressione e si rivelò in grado di competere anche con il P-51D Mustang americano, per molti il miglior caccia del conflitto.
Il Fw 190 D-9, in particolare, era considerato da molti piloti superiore a ogni altro aereo di questa categoria allora impiegato dalla Luftwaffe. Ne vennero costruiti circa 700 ma nel tempo occorrente per il suo utilizzo in larga scala, all'inizio del 1945, il dispiegamento ottimale di questo eccellente aereo era limitato dalla grave scarsità di carburante avio e dalla ormai drammatica carenza di esperti piloti da caccia.
I velivoli della versione da bombardamento tattico G (a lungo raggio), capace di trasportare bombe del peso di 1 800 kg, erano impiegati per colpire gli obiettivi dietro la linea del fronte, in qualsiasi condizione atmosferica. Infine gli Fw 190 F (versione da bombardamento tattico dotata di autonomia inferiore) erano destinati di preferenza al fronte russo, al fine di contrastare i carri armati avversari: i risultati, spesso devastanti, ottenuti dapprima con ordigni convenzionali e più tardi con l'impiego di razzi, furono comunque insufficienti ad arrestare l'avanzata delle armate nemiche.
Un altro importante ma insolito compito ricoperto dagli Fw 190 fu la difesa delle basi dalle quali operavano i primi jet della Luftwaffe. Dato che questi velivoli erano particolarmente vulnerabili nelle fasi di decollo o atterraggio, altri aerei ne facevano da tutori.
Nelle ultime fasi del conflitto agli Fw 190 vennero assegnati svariati compiti, indipendentemente dal ruolo per il quale erano stati progettati, come d'altronde avvenne per tutti i velivoli rimasti disponibili ed in grado di operare.

### Opinioni

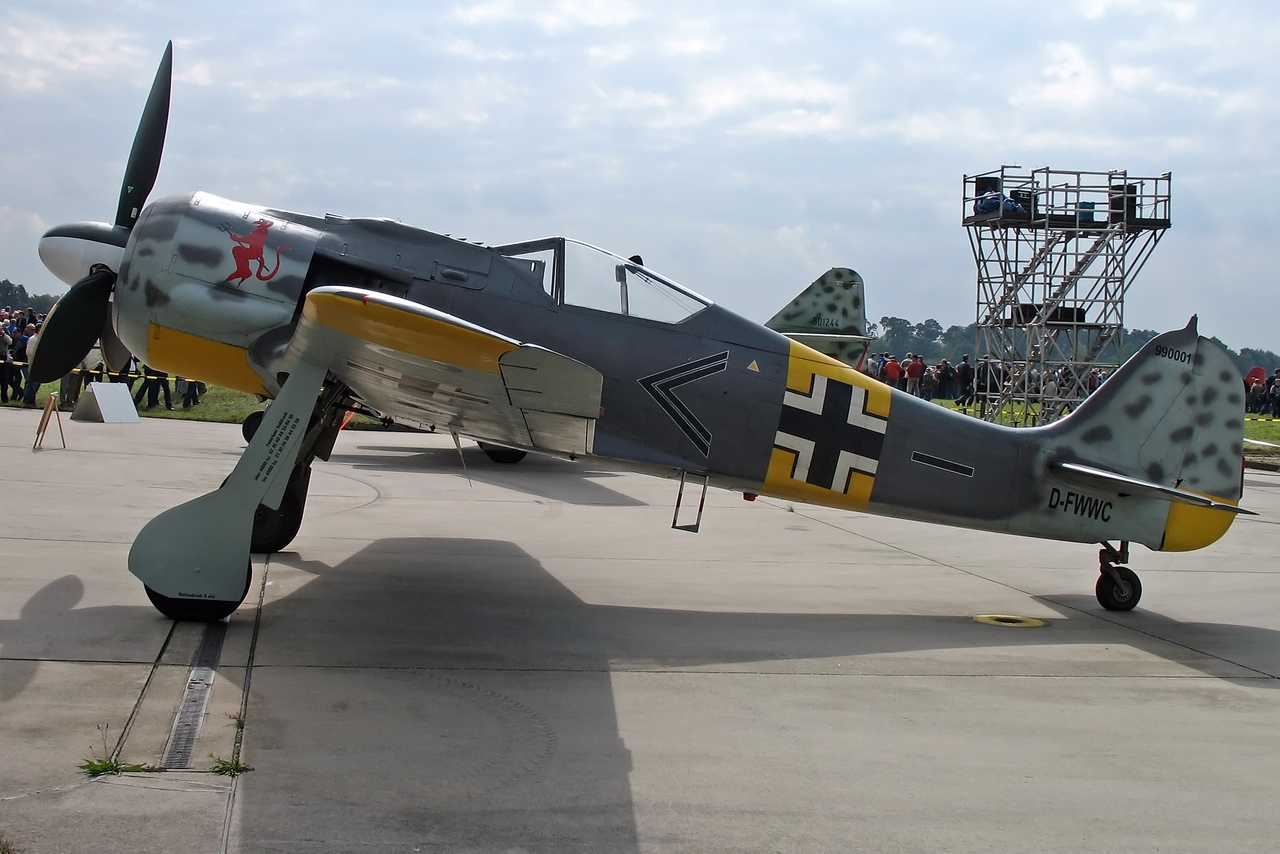
Un Fw 190 A-8

I piloti sovietici non consideravano l'Fw 190 un aereo eccellente sotto ogni aspetto. Per Nikolai G. Golodnikov, il "Fokker" (come i russi chiamavano il Fw 190) era, sì, un aereo estremamente potente e veloce, ma come caccia era inferiore al Bf 109. "Non accelerava altrettanto velocemente, e sotto questo aspetto era inferiore alla maggior parte di nostri aerei, eccetto forse per il P-40", fornito dagli americani con il programma "Affitti&Prestiti".
"I piloti tedeschi" sottolineava il pilota sovietico, "preferivano gli assalti frontali, contando sulla presenza del motore radiale, che fungeva da scudo, e sull'armamento estremamente potente: quattro cannoni da 20 millimetri e due mitragliatrici. Ma ben presto i piloti della Luftwaffe impararono ad evitare questi attacchi contro i Bell P-39 "Airacobra" – anch'essi di fornitura Usa - che con un solo colpo del loro cannone da 37 millimetri erano in grado di distruggere un aereo."

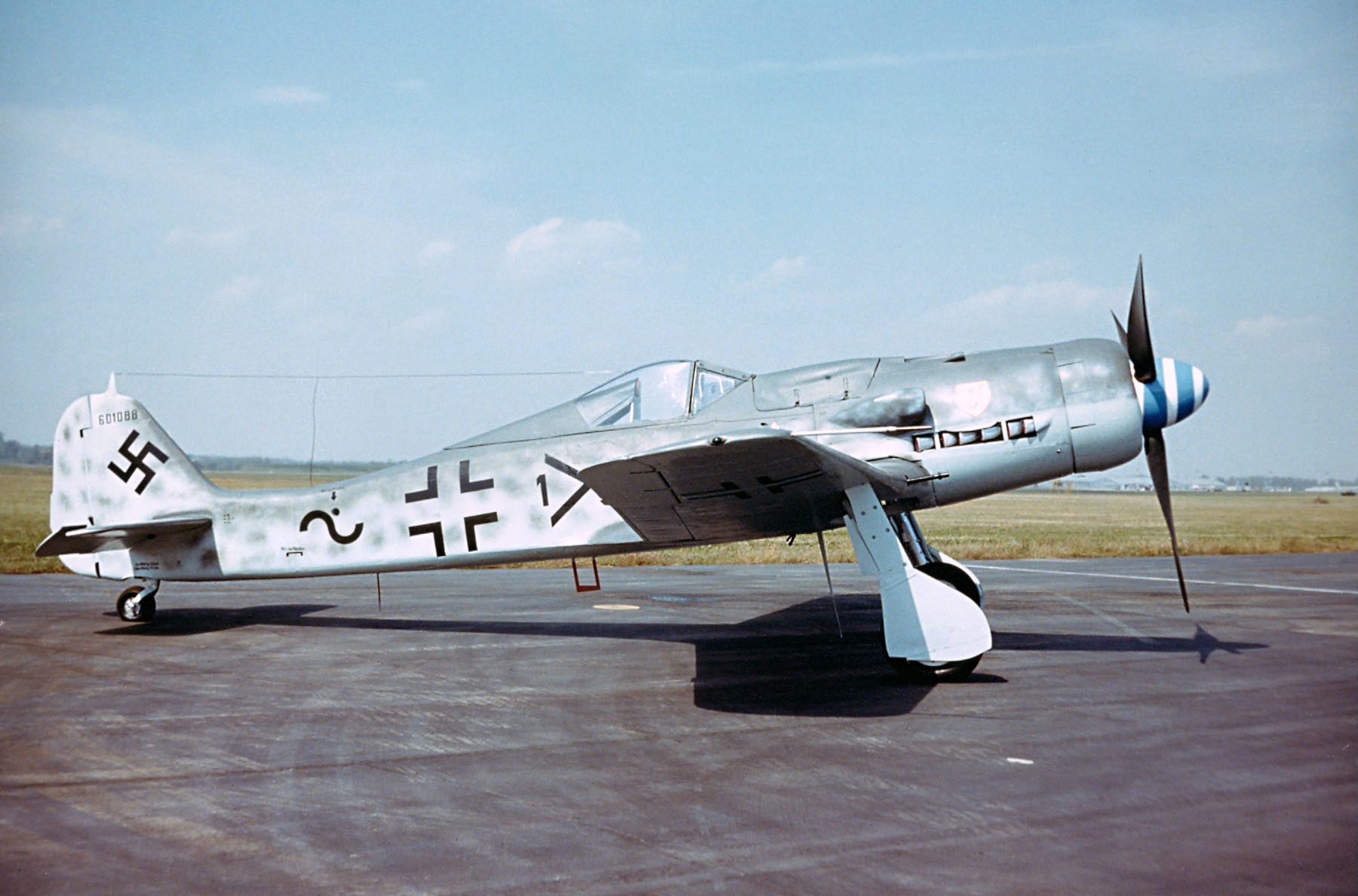
Dayton, Ohio (USA): questo Fw 190 D-9 appartenuto al Gruppen-Adjutant (ufficiale in 2a) del I. Gruppe, Jagdgeschwader 300, è esposto al museo dell'USAF. Con la versione D "Dora" il 190 raggiunse la sua forma più evoluta, con il motore Jumo da 2240 CV e prestazioni alla pari con i più moderni caccia alleati.

Il pilota statunitense Kit Carson, un asso che avrebbe ottenuto diversi successi con il North American P-51 Mustang e istruttore della caccia alleata, lo definì «un aereo da caccia in ogni pollice di lunghezza».

## Versioni

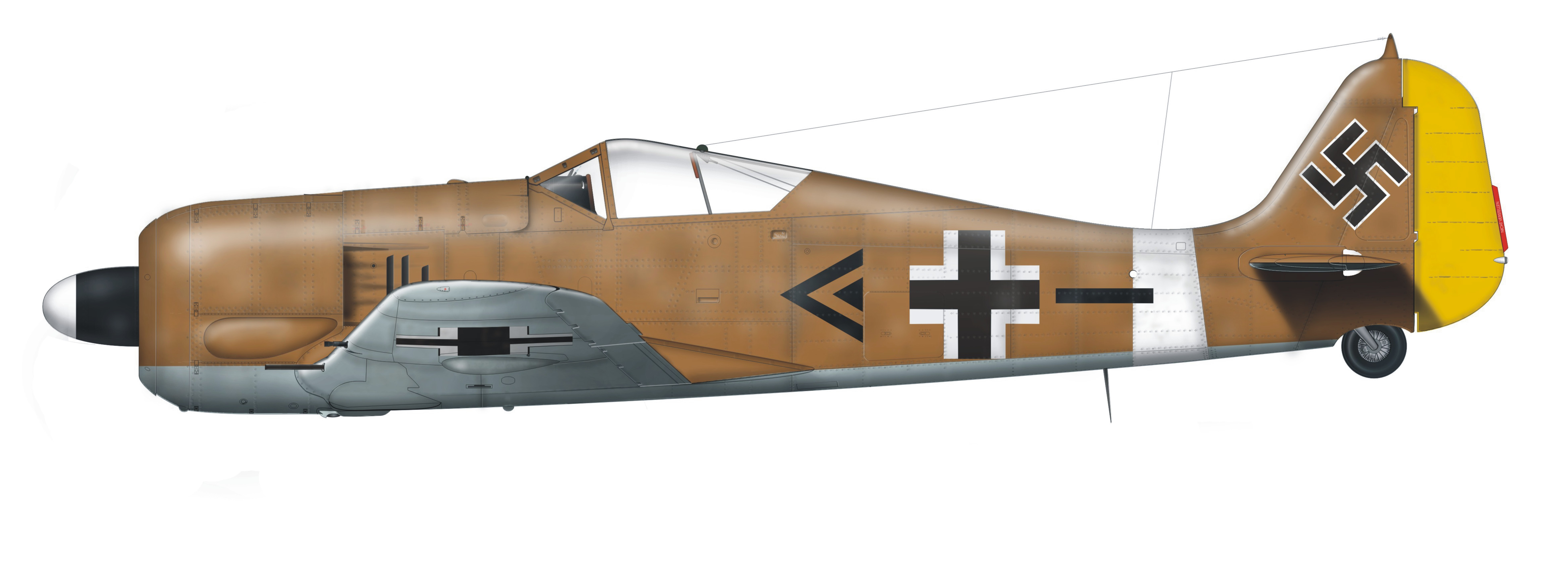
Fw 190 A-4 del II.Gruppe, Jagdgeschwader 2, Tunisia 1943

- Fw 190 V: prototipi, dal tedesco Versuch

V1: il primo volo avvenne il 1º gennaio 1939 con motore BMW 139 da 1 550 CV;
V2: secondo prototipo, dotato di armamento;
V5k: Klein ("Piccolo"): primavera 1940;
V5g: Grosse ("Grande"): dotato di una maggiore apertura alare;
V6: ottobre 1940;
- Fw 190 A: prima versione di serie

A-0: serie di pre-produzione;
A-1: prima serie di produzione, costruita in 101 esemplari, con motore BMW 801 C-1.
A-2: armamento fisso maggiorato, con due cannoni da 20 mm e quattro mitragliatrici MG 17;
A-3: motore potenziato BMW 801D, quattro cannoni da 20 mm e due mitragliatrici da 7,92 mm

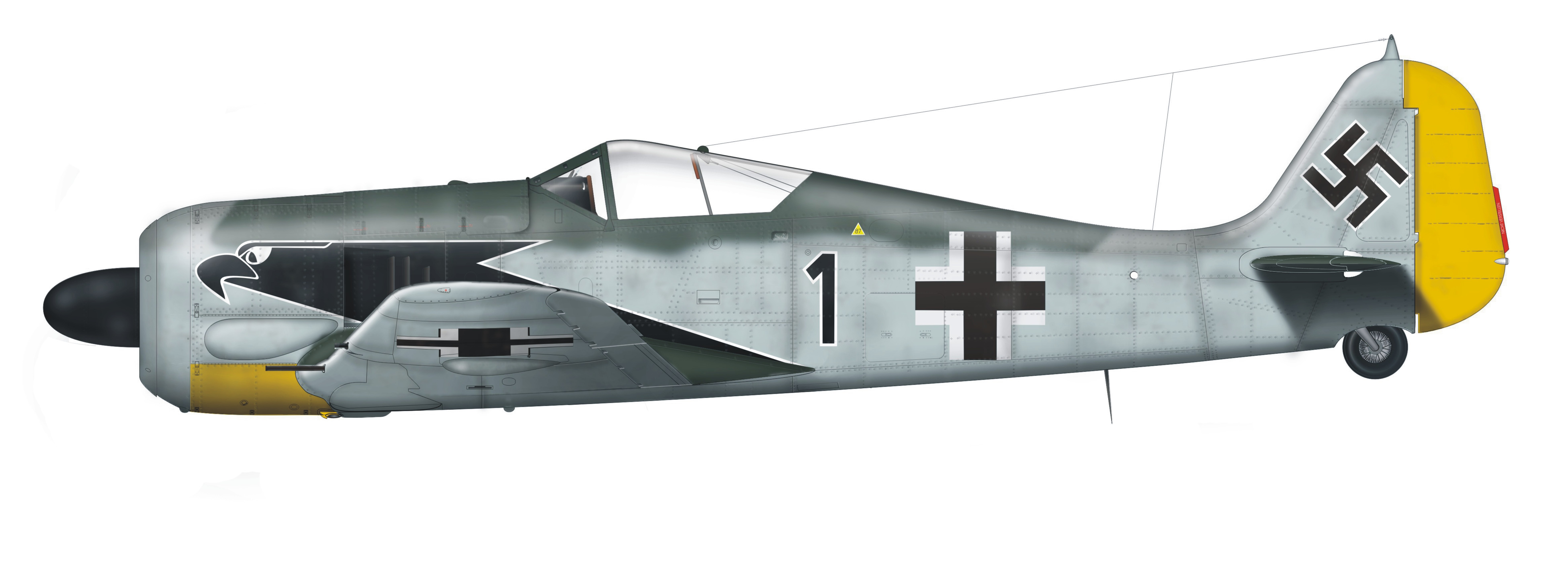
Focke Wulf Fw 190 A-4 del Gruppe I., Jagdgeschwader 2, in servizio in Russia nel 1942/43.

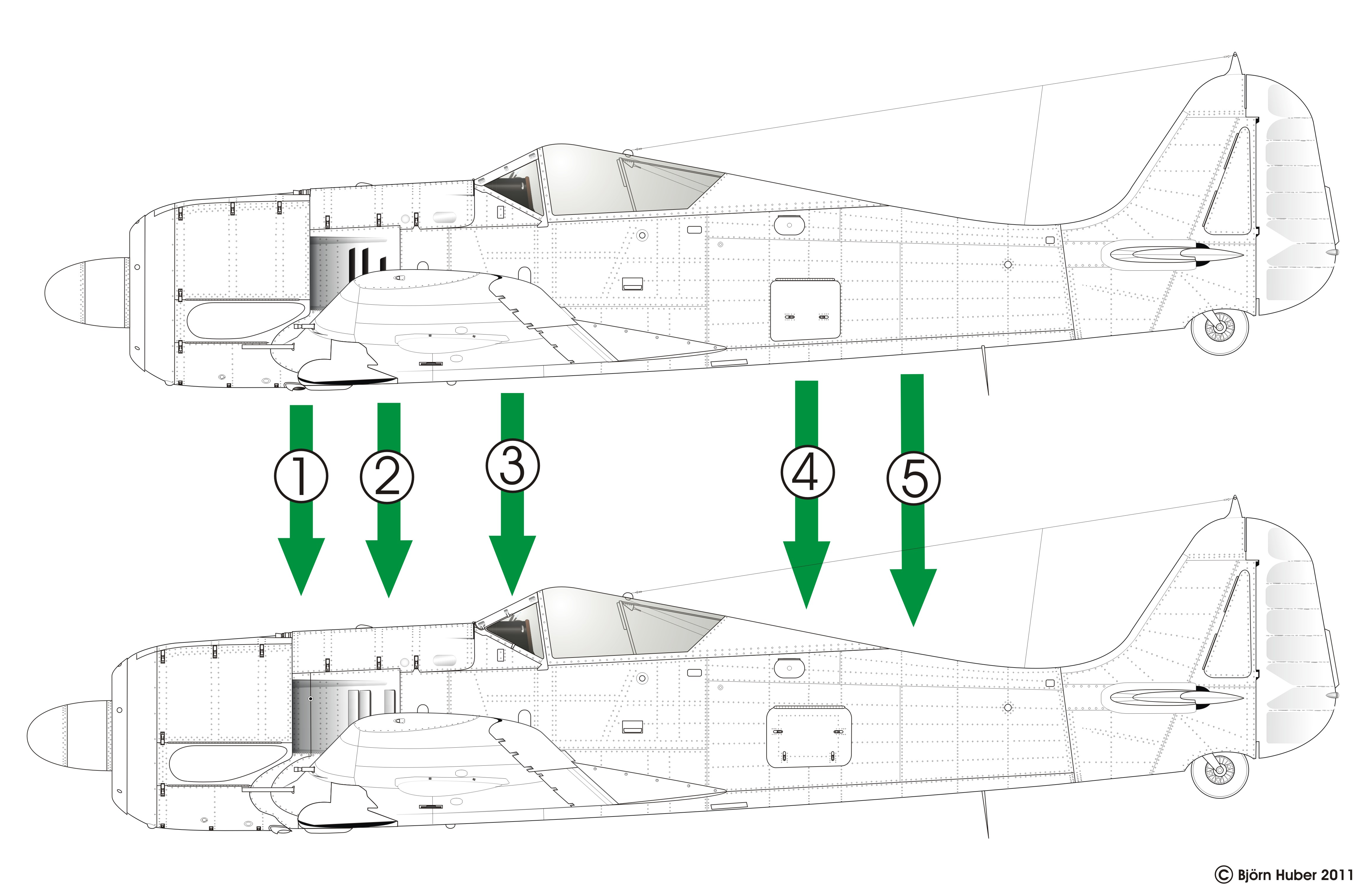
Le differenze tra la versione A-4 e A-5.

A-4: introdotto nel luglio 1942, l'A-4 aveva lo stesso motore e lo stesso armamento di base dell'A-3. Una radio aggiornata, la FuG 16Z fu installata rimpiazzando la precedente FuG VIIa. Introduceva il sistema di iniezione MW 50 acqua-metanolo per spingere il rendimento del motore BMW 801D-2 a 2100 CV (1566 kW) per brevi periodi e innalzare la sua velocità massima a 670 km/h a 6.400 metri. Molto simile, il A-4/Trop introduceva filtri tropicali per proteggere il motore in Nord Africa e era equipaggiato per trasportare una bomba da 250 kg sotto la fusoliera. Ma il dispositivo MW-50 acqua-metanolo fu rimosso nella variante A-4/R6 che poteva trasportare due tubi lancia razzi WGr 21. La variante A-4/U1 e la molto simile A-4/U3 presentavano un attacco ventrale per una bomba SC 500 da 500 kg ed erano armati solo con i cannoni MG151 alari; servirono da base per il seguente Fw 190 F. Il A-4/U4 era un ricognitore, equipaggiato con fotocamere Rb 12.4 ed una cinepresa EK16. La variante A-4/U-7 era un intercettore d'alta quota equipaggiato con speciali prese d'aria sovralimentate. L'ulteriore versione A-4/U8 aveva l'armamento fisso ridotto ai due cannoni MG 151 ma poteva trasportare una bomba da 500 kg (1102 lb) sotto la fusoliera, mentre i due serbatoi sganciabili da 300 litri (66 Imp-gal) aumentava la sua autonomia. Un'altra variante fu la A-4/R1, detta Leitjaeger ("caccia conduttore") munito di speciali apparecchi radio ed antenne per la navigazione radio con il sistema "Y-Verfuhrung". 
A-5: ulteriori migliorie al motore ed altri dettagli;

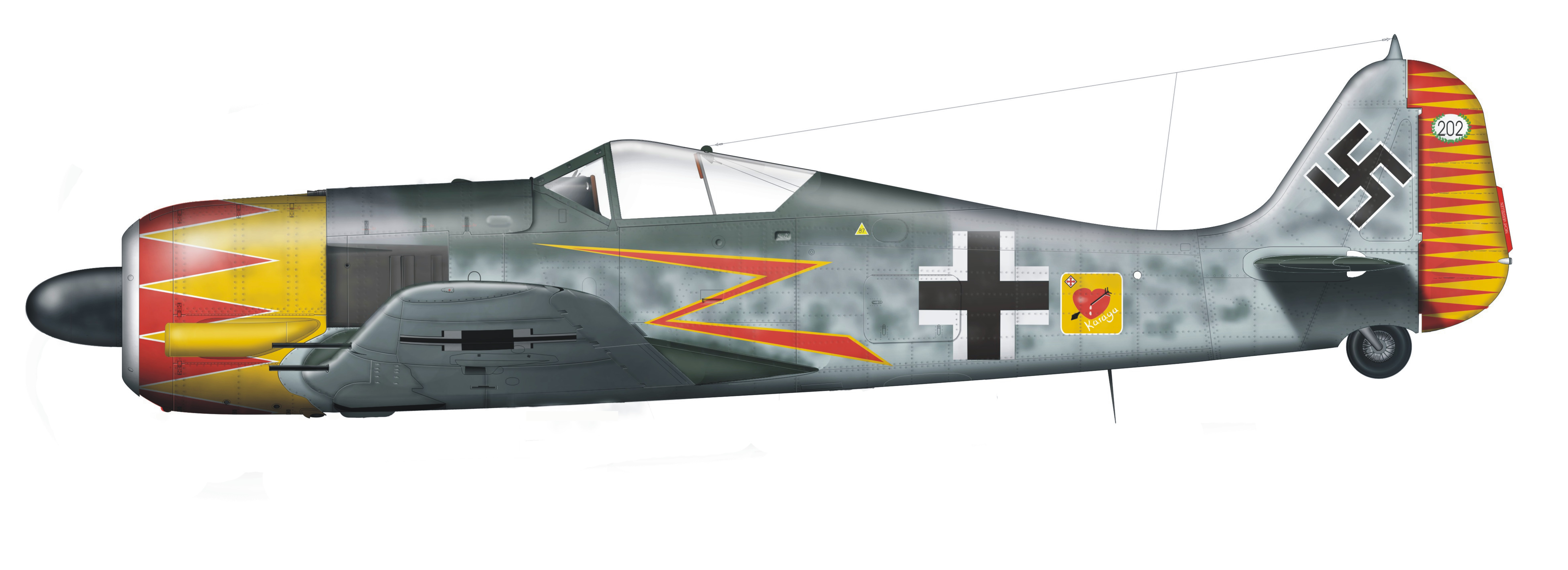
Fw190 A5/U7 del Major Hermann Graf in servizio con il Jagd-Ergänzungsgruppe Süd (Gruppo Addestramento Caccia), Toulouse-Blagnac (Francia) febbraio 1943.

A-6: introdotta nel giugno 1943, era una delle principali versioni. Derivava dal modello sperimentale Fw 190 A-5/U10 e incorporava un'ala ridisegnata e alleggerita che poteva ospitare quattro cannoni MG 151 da 20 millimetri ed era il precursore del Fw 190 A6/R1 con sei MG 151, del Fw 190 A6/R2 con due cannoni MG 108 da 30 millimetri montati sulle ali, del Fw 190 A6/R3 che aggiungeva un cannone da 30 mm sotto ogni ala, e del Fw 190 A6/R6 - la variante finale - equipaggiato di un lanciatore tubolare WGr21 da 210 millimetri sotto ogni ala.
A-7: introdotto nel dicembre 1943, era un modello simile al Fw 190 A-6 in cui le mitragliatrici MG 17 da 7,92 millimetri montate sul motore erano sostituite da due MG 131 da 13 millimetri. Venne costruito in pochi esemplari.
A-8: macchina prodotta in grande serie, probabilmente oltre 8000 esemplari, simile alla precedente;
A-9: poche unità prodotte con motore potenziato ed altri dettagli.

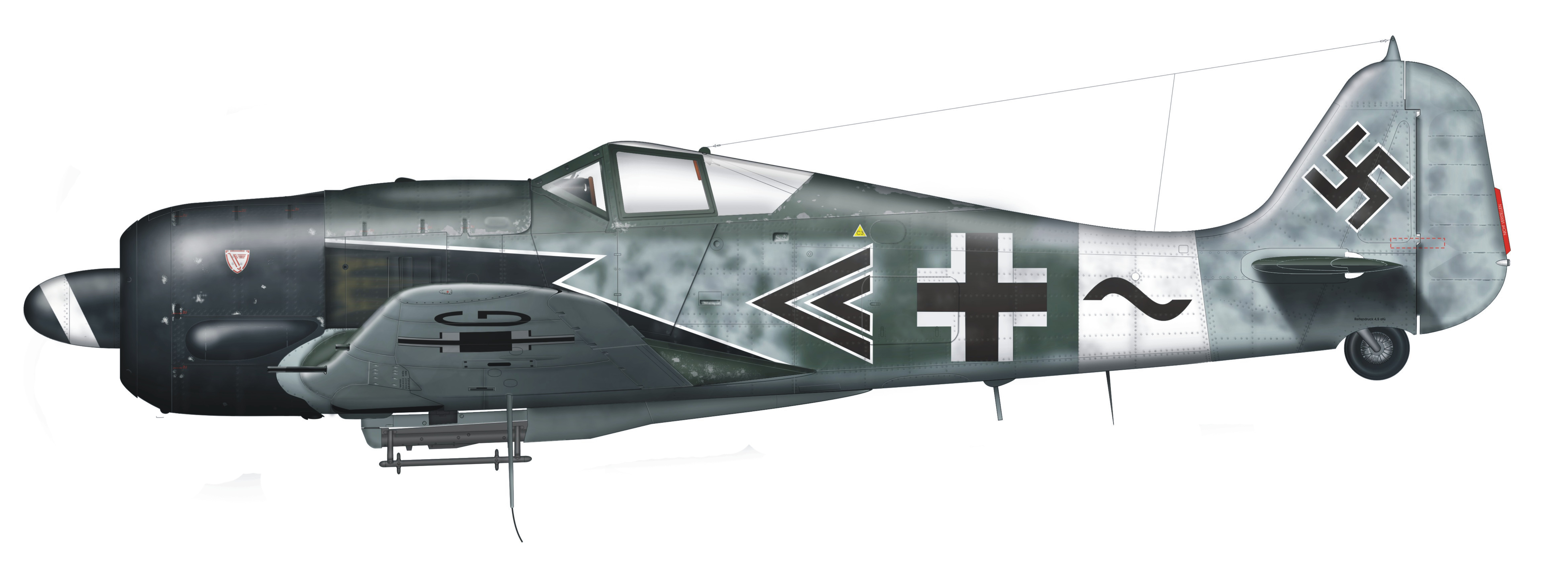
Fw 190 A-8/R8 del Gruppe IV., Jagdgeschwader 3, estate 1943. Sono evidenti il diverso tettuccio e le carenature del cofano motore per alloggiare le mitragliatrici MG131 da 13mm, che dalla versione A-7 in poi sostituirono le MG17.

- Fw 190 C: modello sperimentale con compressore per le alte quote ed altre modifiche;
- Fw 190 D: aereo rimotorizzato, fusoliera allungata e motore Junkers Jumo 213 A 12 cilindri a V;Germania, ottobre 1944: immagine ripresa dalla cinepresa del Mustang Mk.III del Flying Officer J. Butler, 65th Squadron della RAF, mentre abbatte un Fw 190 D del II. Gruppe, Jagdgeschwader 26, che stava per attaccare un bombardiere Avro Lancaster (visibile sullo sfondo mentre vira a sinistra per sfuggire al caccia tedesco), durante un raid diurno sullo scalo ferroviario di Gremberg.

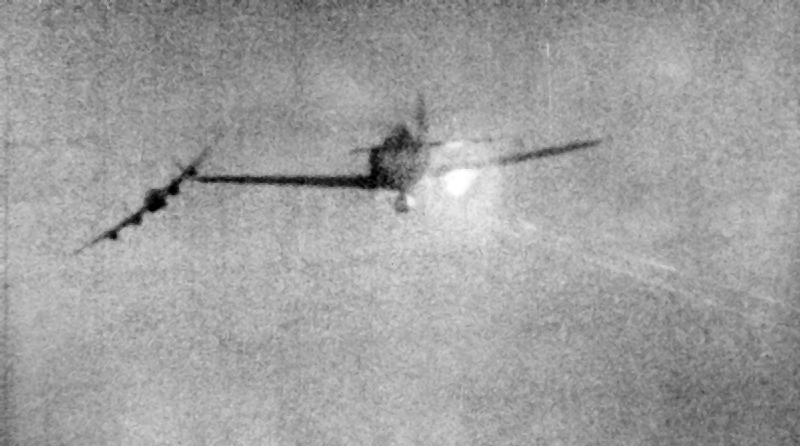
Germania, ottobre 1944: immagine ripresa dalla cinepresa del Mustang Mk.III del Flying Officer J. Butler, 65th Squadron della RAF, mentre abbatte un Fw 190 D del II. Gruppe, Jagdgeschwader 26, che stava per attaccare un bombardiere Avro Lancaster (visibile sullo sfondo mentre vira a sinistra per sfuggire al caccia tedesco), durante un raid diurno sullo scalo ferroviario di Gremberg.

- Fw 190 F: cacciabombardiere

F-1: era una versione specializzata per attacco al suolo, che fu introdotta alla fine del 1943. Generalmente simile al Fw 190 A-4, ne differiva per la corazzatura addizionale dell'abitacolo, il motore, l'eliminazione dei due cannoncini da 20 millimetri e una rastrelliera per bombe ETC 501 installata sotto la fusoliera;
F-2: derivava dal Fw 190 A-5 ma introduceva un tettuccio a goccia;
F-3: corrispondeva al 190 A-6; poteva trasportare un serbatoio sganciabile da 300 litri o una bomba da 250 kg sotto la fusoliera, mentre le varianti Fw 190 F-3/R-1 e F-3/R3, avevano quattro attacchi ETC 50 sotto le ali per bombe o, alternativamente, due cannoni MK 103 da 30 millimetri. Ne furono prodotti circa 500 esemplari.
- Fw 190 G: simile al precedente, ma con il ruolo del bombardiere tattico ognitempo.

## Utilizzatori

### All'estero
Oltre alla Luftwaffe, diverse altre forze aeree utilizzarono il caccia di Tank. L'aeronautica militare ungherese impiegò 70 Fw 190. Altrettanti ne utilizzò quella Turca, insieme a degli Spitfire, fino al 1949. La francese Armée de l'Air impiegò 75 Fw 190 nuovi di zecca fabbricati nel 1945-46 dalla Societé Nationale de Construction Aéronautique a Cravant, già base della Luftwaffe. L'ultimo volò nel 1949.

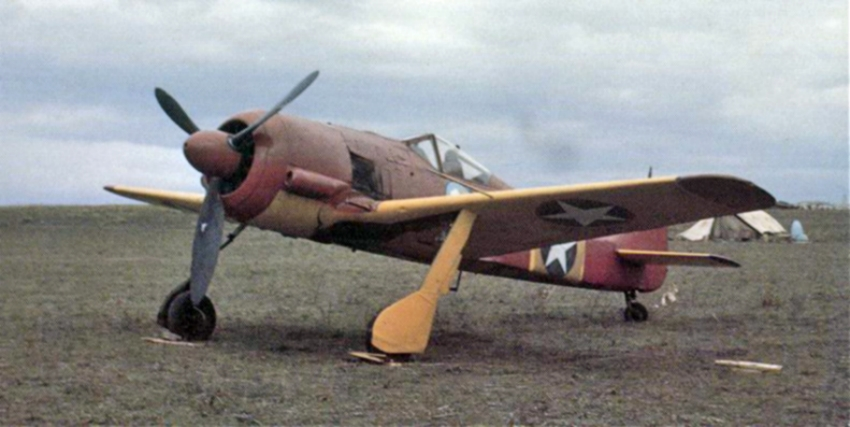
Un Fw 190 catturato ad una base statunitense in Europa. Questo è una versione A-4 con coccarde USAAF sottoposto a prove di valutazione e comparative.

 Francia
- Armée de l'air

Al termine della seconda guerra mondiale, ordinò 64 esemplari alla Société nationale de constructions aéronautiques du Centre che già aveva realizzato modelli per conto della Luftwaffe. I velivoli prodotti, le versioni Fw 190 A-5/A-6, vennero ridesignati SNCAC NC-900. Gli esemplari vennero utilizzati operativamente per un breve periodo e ritirati a causa di problemi con il motore BMW 801.
 Germania
- Luftwaffe

 Spagna
- Ejército del Aire

Impiegò velivoli delle serie A-2, 3, 4, 8 e G con i volontari della Escuadrilla Azul (inquadrata nella 15ª Spanische Staffel/JG 51 "Mölders", VIII Fliegerkorps, appartenente alla LuftFlotte 4) sul fronte Est (da Orël nel settembre del 1942 a Babrujsk nel luglio del 1943) e nella difesa del Reich nei cieli della Germania.
 Romania
- Forțele Aeriene Regale ale României

Ricevette dalla Germania alcuni Fw 190 A-8 che vennero usati per la difesa delle aree metropolitane. Dopo il colpo di Stato organizzato dal Re Michele del 23 agosto 1944, a seguito del quale la Romania si ritirò dall'alleanza con le potenze dell'Asse, le forze rumene catturarono 22 Fw 190 A-8 appartenenti alla Luftwaffe (che operavano da basi in Romania), usandoli nelle operazioni contro le forze tedesche. Successivamente nove di questi velivoli, ancora in grado di operare, furono confiscati dall'Unione Sovietica.
 Turchia
- Hava Müsteşarlığı

Nella seconda metà del 1942, ricevette dalla Germania 72 esemplari di Fw 190 A-3a (dove il suffisso a stava ad indicare ausländisch - straniero, in tedesco), al fine di modernizzare l'aviazione. Questi velivoli erano sostanzialmente degli "A-3", dotati di motori BMW 801 D-2, radio FuG VIIa ed armati con quattro MG 17 (vi era la possibilità di installare due cannoni MG-FF/M al posto delle mitragliatrici alloggiate nella postazione alare più esterna). Le consegne avvennero tra l'ottobre del 1942 ed il marzo del 1943. Tali velivoli rimasero in servizio fino al 1949.
 Ungheria
- Magyar Királyi Honvéd Légierő

Operò con 72 esemplari di Fw 190, nelle versioni F-8 ed F-9, impiegandoli per l'addestramento caccia e per la difesa aerea del territorio.

### Pubblicazioni
- (EN) Heinz J. Nowarra, Focke-Wulf Fw 190, in Waffen - Arsenal, n. 95, Friedberg, Podzun-Pallas -Verlag, 1985, ISBN 978-3-7909-0245-7.